# Pilot Mountain (plaats in North Carolina)
Pilot Mountain is een plaats (town) in de Amerikaanse staat North Carolina, en valt bestuurlijk gezien onder Surry County.

## Demografie
Bij de volkstelling in 2000 werd het aantal inwoners vastgesteld op 1281.
In 2006 is het aantal inwoners door het United States Census Bureau geschat op 1277, een daling van 4 (-0,3%).

## Geografie
Volgens het United States Census Bureau beslaat de plaats een oppervlakte van
4,5 km², geheel bestaande uit land. Pilot Mountain ligt op ongeveer 334 m boven zeeniveau.
Ten zuiden van de plaats ligt de berg Pilot Mountain.

## Plaatsen in de nabije omgeving
De onderstaande figuur toont nabijgelegen plaatsen in een straal van 20 km rond Pilot Mountain.